# Nejapa
Nejapa ist eine Stadt und ein Municipio in El Salvador in Mittelamerika im Departamento San Salvador und hat 29.458 Einwohner (2007) auf 83,36 km².

## Geographie
Die Stadt liegt auf einer Höhe von 450 m ü. NN gut 10 km nordnordwestlich der Landeshauptstadt San Salvador auf halber Strecke zwischen Apopa und Quezaltepeque. Das Municipio grenzt im Norden an Quezaltepeque und Aguilares, im Osten an Guazapa und Apopa, im Süden an San Salvador und Santa Tecla und im Westen wieder an Quezaltepeque.

## Kultur
Jedes Jahr am 31. August werden „Las Bolas de Fuego“ („Die Feuerbälle“) gefeiert. Für diese Tradition gibt es zwei Erklärungen: Der Vulkan El Playon, Teil des Volcán de San Salvador, brach im November 1658 aus und ließ die Menschen in die Gegend des damaligen Nexapa fliehen. Die religiöse Version besagt, dass San Jeronimo, der Schutzheilige der Stadt, mit Feuerbällen gegen den Teufel kämpfte.